# リスト・ユトレヒト
リスト・ユトレヒト (Liszt Utrecht)はユトレヒトで開催される国際ピアノコンクール。日本語文献ではリスト国際ピアノコンクールという名称で知れ渡っているが、公式が正式に「リスト・ユトレヒト 20XX」へ改名を申請した。

## 概要
各種のピアノコンクールが、「〇〇国際ピアノコンクール」といった名前に統一されるのは全体主義的であるというポリコレ主張がここ数年目立つようになり、テキサスで行われる小規模な国際ピアノコンクールは「The Gurwitz」になり、ポントワーズで行われる少人数制国際ピアノコンクールは「ピアノ・キャンパス」になった。この流れに入ったリスト国際ピアノコンクール・イン・ユトレヒトは、同名のリスト国際ピアノコンクールがワイマールで行われていることを受けて、正式にリスト・ユトレヒトへ改名したが、未だにリスト国際ピアノコンクールで覚えている関係者がいる。
オンライン審査なるものが存在しなかった頃はフランツ・リストに偏った通常のピアノコンクールであったが、各種ピアノメーカーがこぞってスポンサーマネーを出すようになり、現在ではオンライン審査とピアノアカデミーを両方行える贅沢な仕様である。
かつてはフランツ・リストの作品だけで競えるコンクールにするはずだったが、近年この趣向はかなり歪められており、2022年はリストの編曲したシューベルト作品、2026年はリストの編曲したウェーバー作品の演奏が義務付けられている。
予選に進めるのはオンラインを通過した20名。セミファイナルに進めるのは8名。ファイナルに進めるのは3名である。予選、セミファイナル、ファイナルのリスト作品は毎年審査委員長によって徹底的に吟味されており、ほぼ演奏の機会が存在しない曲も含まれている。オンライン予選のための自由曲も、すべてリストのオリジナルあるいは編曲作品である。2026年はコミュニケーション能力を問うため、地方のショッピングモールの中に置かれたピアノでも演奏しなければならない。本選進出者は、フランツ・リストの作品のプロモーションのための長期間のオランダ滞在になる。この点エリザベート王妃国際音楽コンクールの在り方と近い。
このコンクールの2026年度は他のいくつかのコンクールと同様にすべてのセミファイナルを演奏した時点で本選進出者が決定される仕様だが、かつてはそんなことはなく普通に第一次、第二次で刎ねられる仕様であった。
フランツ・リスト作品への広範な理解が求められるコンクールというと聴こえは良いが、入賞者のすべてがリスト作品の普及を行っているわけではまったくない。アジア人が特に通りにくい、または、ロシア勢が圧倒的に有利ということもない。

## 入賞者一覧
| 年   | 第一位                         | 第二位                                              | 第三位                                   |
| ---- | ------------------------------ | --------------------------------------------------- | ---------------------------------------- |
| 1986 | Martijn van den Hoek, オランダ | Gregorio Nardi, イタリア                            | Michael Lewin, アメリカ                  |
| 1989 | Enrico Pace, イタリア          | Alexei Orlovetski, ロシア                           | Wibi Soerjadi, オランダ                  |
| 1992 | Sergey Pashkevich, ロシア      | Evelina Vorontsova, ロシア                          | Evelina Borbély, ロシア                  |
| 1996 | Igor Roma, イタリア            | –                                                   | 奈良田朋子, 日本 and Chi Wu, 中国 (tied) |
| 1999 | 岡田将, 日本                   | Mariangela Vacatello, イタリア                      | Yundi Li, 中国                           |
| 2002 | Jean Dubé (musician), フランス | Ilona Timchenko, ロシア                             | Giancarlo Crespeau, フランス             |
| 2005 | Yingdi Sun, 中国               | Anton Salnikov, ロシア                              | Christiaan Kuyvenhoven, オランダ         |
| 2008 | Vitaly Pisarenko, ロシア       | Nino Gvetadze, ジョージア                           | Anzhelika Fuks, ハンガリー/ ウクライナ   |
| 2011 | 後藤正孝, 日本                 | Olga Kozlova, ロシア                                | Oleksandr Poliykov, ウクライナ           |
| 2014 | Mariam Batsashvili, ジョージア | Peter Klimo, アメリカ                               | Mengjie Han, オランダ                    |
| 2017 | Alexander Ullman, イギリス     | Minsoo Hong, 韓国                                   | Dina Ivanova, ロシア                     |
| 2022 | 黒木雪音, 日本                 | Yeon-Min Park, 韓国 and Derek Wang, アメリカ (tied) |                                          |